# Jean-Luc Cazettes
Jean-Luc Cazettes, né le 6 novembre 1943 à Alger (Algérie française) et mort le 10 septembre 2005 à Argenteuil,, est un militant syndical et homme politique français.

## Biographie
Marié, père de deux enfants, Jean-Luc Cazettes est licencié en sciences économiques. Il est connu comme président du syndicat français CFE-CGC.
Jean-Luc Cazettes adhère à Jeune Nation, un groupe d'extrême droite, à la fin des années 1950.
Il commence sa carrière dans les assurances avant d'entrer chez le pétrolier Antar  en 1972. Salarié d'Elf Aquitaine, il termine au service informatique du groupe Total.
Adhérent à la CGC depuis 1973, délégué syndical l'année suivante, il est président du Syndicat des cadres du pétrole (SPIP) en 1987. Il entre ensuite dans les cercles confédéraux et devient responsable des dossiers de la retraite en 1990, puis de la protection sociale en 1992. En 1995, il est président de l'Agence centrale des organismes de sécurité sociale (ACOSS), puis président de la Caisse nationale d'assurance vieillesse (CNAV) de 1996 à 2001.
Il est élu président de la Confédération française de l'encadrement - Confédération générale des cadres au Congrès de Tours le 18 juin 1999, succédant à Marc Vilbenoît, puis est réélu au 32e congrès d'Issy-les-Moulineaux le 6 novembre 2003, jour de ses 60 ans. Il rapproche la confédération des autres syndicats, comprenant que les cadres étaient de plus en plus confrontés aux mêmes problèmes que les autres salariés, notamment l'instabilité de l'emploi. Il engage la CFE-CGC à revendiquer également, pour les cadres, la réduction du temps de travail.
Parallèlement, Jean-Luc Cazettes rejoint le RPR (en 1978) et fut maire adjoint de Saint-Gratien (Val-d'Oise), une ville de 20 000 habitants. Cette proximité avec la droite ne l'avait pas empêché de manifester une certaine indépendance envers les pouvoirs en place; ainsi, au congrès de 2003, il s'en est pris au ministre du travail François Fillon et à sa réforme du dialogue social, en la qualifiant de « dialogue social-bolchévique ».
À titre personnel, il avait appelé à voter « non » au référendum français sur la constitution européenne du 29 mai après avoir ardemment combattu la directive Bolkestein.
Lors des dernières élections prud'hommales, en décembre 2002, la CFE-CGC, avait légèrement progressé de 1,1 % ses voix, passant à 7 %, après son grave revers de 1997. Avec 140 000 adhérents, ses effectifs restent stables.